# Dontostemon intermedius
Dontostemon intermedius là một loài thực vật có hoa trong họ Cải. Loài này được Vorosch. mô tả khoa học đầu tiên năm 1972.